# Алма-матер
Алма-матер (на латински: alma mater, буквално: „майка-хранителка“) е термин, използван в Древен Рим за наричане на богините-майки, по-специално Кибела и Церера, а в средновековното християнство – на Дева Мария.
Днес, по традиция идваща от средновековието, понятието се използва за ласкателно или шеговито наименование, с което студентите наричат университетите си. Право да наричат един университет „Алма-матер“ имат само неговите възпитаници, за които той е „майка-хранителка“.
В България понятието традиционно се използва и като съществително собствено име по отношение на най-старото висше учебно заведение в страната, СУ „Св. Климент Охридски“, включително от възпитаници на други университети.